# Eucyclotoma cymatodes
Eucyclotoma cymatodes é uma espécie de gastrópode do gênero Eucyclotoma , pertencente a família Raphitomidae.